# 桜井みわ
桜井 みわ（さくらい みわ）は、日本の漫画家。デビュー作は『このキョリ届け!』。

## 略歴
2014年度別マMANGA GP上期において、『このキョリ届け!』で佳作を受賞。この作品がデビュー作として『別冊マーガレットsister』に掲載された。

## 作品リスト
全て集英社から刊行されている。
- 青春よりも恋したい（マーガレットコミックス、2016年9月23日発売[1][2]、『別冊マーガレットsister』2016年5月号 春フェスVOL.1[3] - 7月号 春フェスVOL.3[4]、ISBN 978-4-08-845641-6、全1巻）　　
  - いつもふたりごと（『ザ マーガレット』2014年10月号）
  - 「青春よりも恋したい」おまけまんが[5]（描きおろし）
- きみは王様[6]（マーガレットコミックス、2017年7月25日発売[7][8]、『別冊マーガレット』2017年1月号[9] - 2017年4月号、ISBN 978-4-08-845790-1、全1巻）
  - それゆけ おまけページ（描きおろし）
- お迎えに上がりました。〜国土交通省国土政策局 幽冥推進課〜[10]（原作：竹林七草、キャラクター原案：雛川まつり、ジャンプ・コミックス、『少年ジャンプ+』2019年7月26日配信 - 2020年12月25日配信[11]、全5巻)
  1. 2019年11月1日発売[12][13]、ISBN 978-4-08-882162-7
  2. 2020年3月4日発売[14]、ISBN 978-4-08-882270-9
  3. 2020年7月3日発売[15]、ISBN 978-4-08-882396-6
  4. 2020年12月4日発売[16]、ISBN 978-4-08-882503-8
  5. 2021年4月2日発売[17]、ISBN 978-4-08-882629-5

### イラスト
- （タイトルなし）（『別冊マーガレット』2016年5月号別冊ふろく『dcolle』13号）
- 恋する図書室（著者：五十嵐美怜、イラスト：桜井みわ、集英社みらい文庫、既刊4巻）
  1. 放課後、あこがれの先輩と（2019年9月20日発売[18]、ISBN 978-4-08-321528-5）
  2. もう一度、追いかけたくて（2020年1月24日発売[19]、ISBN 978-4-08-321551-3）
  3. おれとあいつのハツコイ（2020年5月22日発売[20]、ISBN 978-4-08-321577-3）
  4. きみの“いちばん”になりたい（2020年9月18日発売[21]、ISBN 978-4-08-321601-5）
- 5分でせつない!超胸キュンな話（著者：夜野せせり、相川真、柴野理奈子、一ノ瀬三葉、五十嵐美怜、イラスト：森乃なっぱ、立樹まや、榎木りか、うさぎ恵美、桜井みわ、集英社みらい文庫）
  - 恋する図書室（2020年4月24日発売[22]、ISBN 978-4-08-321571-1）

### 単行本未収録作品
- このキョリ届け!（『別冊マーガレットsister』2014年8月増刊号、デビュー作）
- 青色オレンジ（『別冊マーガレット』2014年11月号別冊ふろく『moi!』9号）
- ひめこひめの怪力（『別冊マーガレットsister』2015年5月増刊号）
- ウサミくんがやめられない（『別冊マーガレット』2015年9月号別冊ふろく『dcolle』5号）
- 幽霊さんの恋するおしごと（『別冊マーガレット』2016年9月号）
- たゆたうパンタシア（『別冊マーガレット』2017年7月号別冊ふろく『bianca』）
- ムダではないのでお願いします[23]（『ザ マーガレット』2018年8月号）
- ぶきっちょの愛し方[24]（『ザ マーガレット』2018年12月号）
- 仮面学級[25][26]（原作：北國ばらっど、作画：桜井みわ、『少年ジャンプ+』2021年11月14日配信）